# Дракон (штандарт)

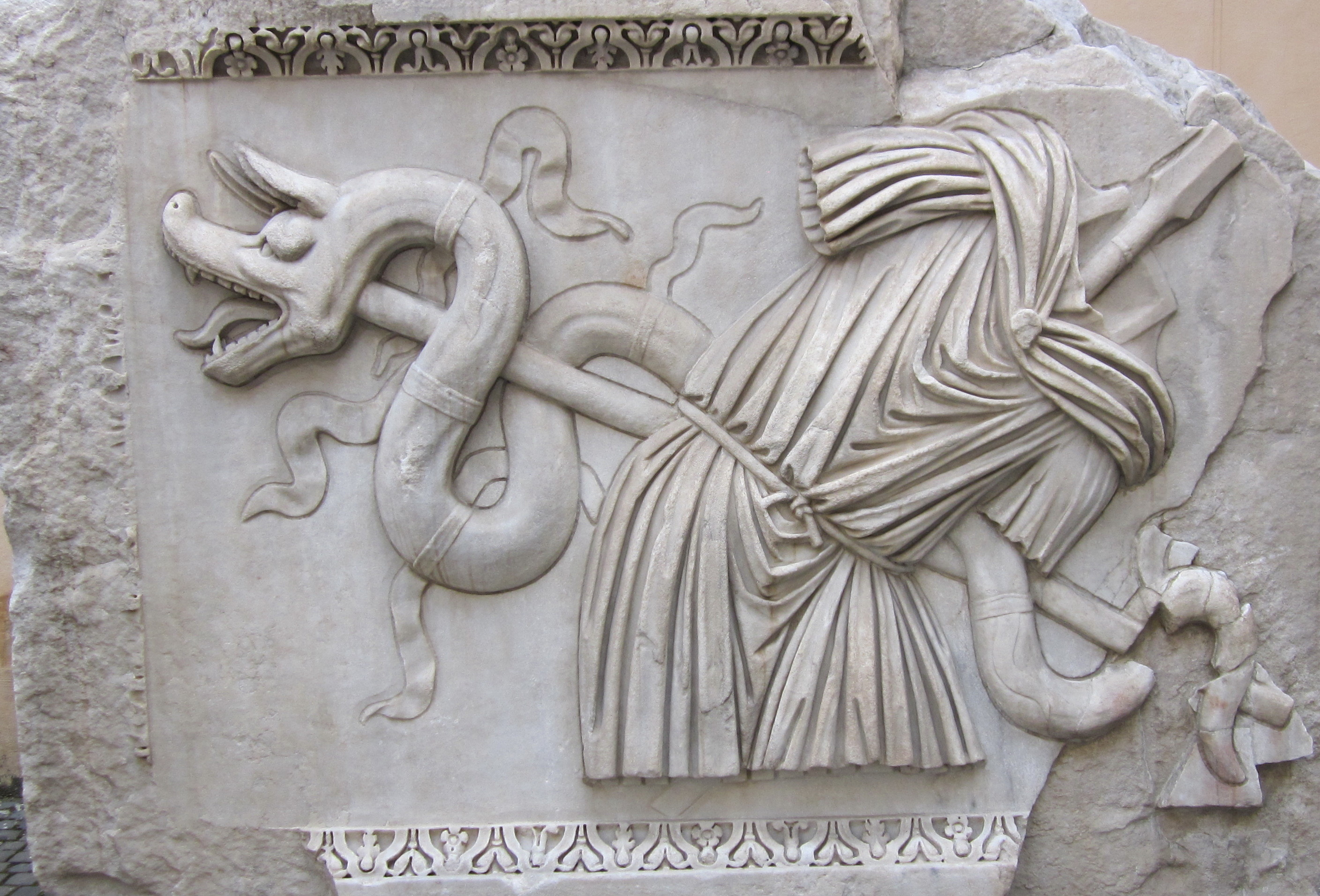
Дракон серед інших трофеїв на рельєфі з Храму Божественного Адріана

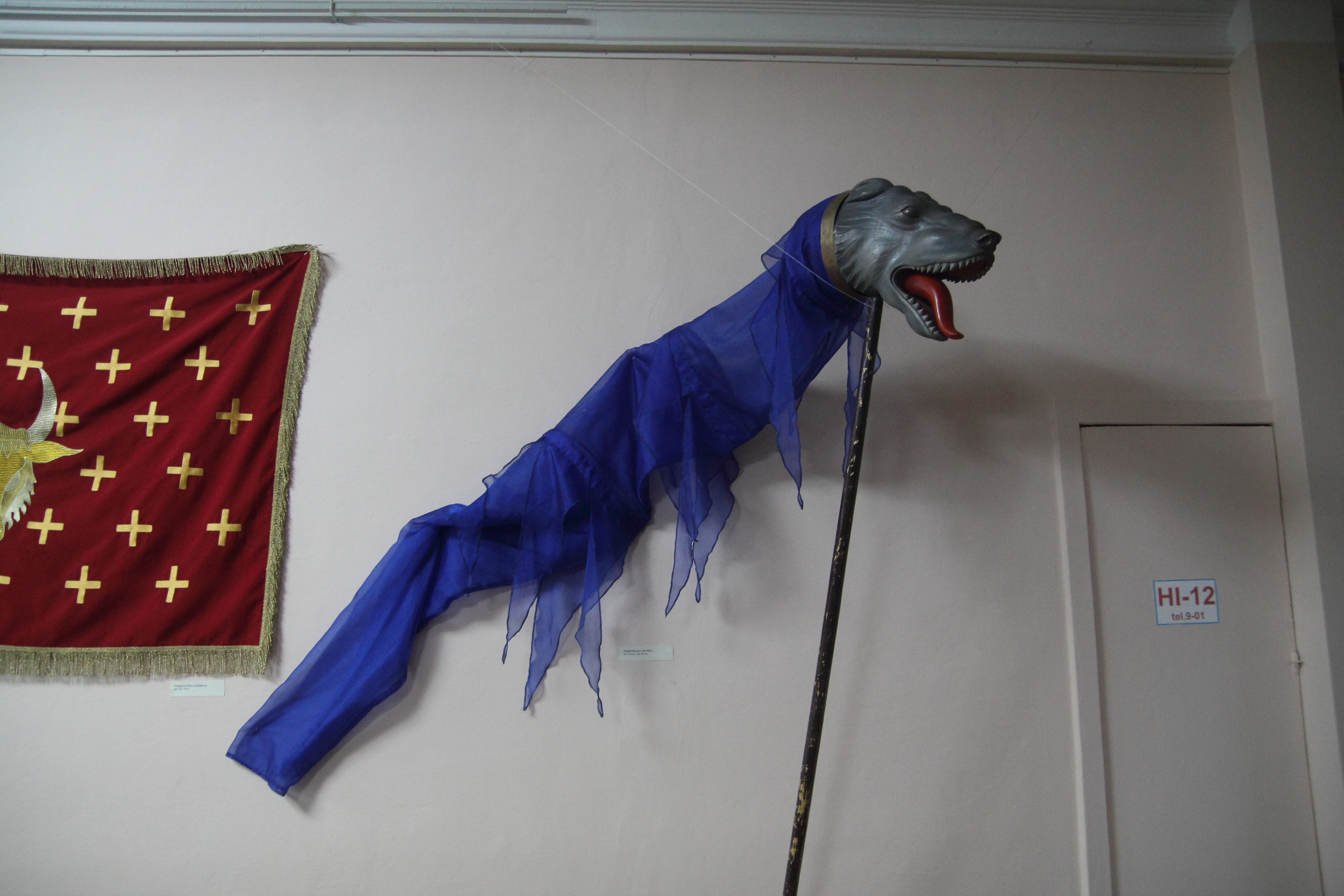
Реконструкція дакійського прапора

Драко́н чи дра́ко (лат. draco, множина dracones) — військовий штандарт у кавалерії Стародавнього Риму, що мав вигляд змія (дакійського дракона) з довгим хвостом. Згідно з Вегецієм, у IV ст. н. е. дракон був у кожній когорті. Вершник, що ніс дракон, називався драконарієм. Дракон використовувався також у Візантійській імперії.
Спочатку бойові прапори у вигляді драконів використовувалися степовими народами, такими як сармати і алани, а також парфянами і даками (не менше 20 з них зображено на колоні Траяна). Вважається, римляни перейняли їх або в даків, або в парфян.
Основним його завданням було визначення напрямку вітру для кінних лучників (аналогічно сучасному вітровказу). Дракон являв із себе довгу жердину, увінчану бронзовою головою дракона з широко розкритим ротом і прив'язаною до неї ззаду матерією, виконаною у формі шкарпетки, щоб коли вітер дув через відкритий рот дракона, вона розвивалася у вигляді змії.
Давньогрецький військовий письменник Арріан описує дракон в уривку про кавалерійські військові вправи, називаючи його «скіфським»:
|  | Скіфські штандарти це δρᾰ́κοντες, які держать на прапорових ратищах. Вони зроблені з прошитих і забарвлених шматків тканини, по всій довжині від голови до хвоста вони виглядають як змії. Коли коні, що несуть ці приладдя, нерухомі, ви бачите тільки строкаті вимпели, звішені вниз. Під час скачки вони найбільш нагадують живих створінь: надуваються вітром, і навіть видають своєрідне шипіння завдяки повітрю, що проходить через них |

Арріан зауважує, що барвисті штандарти не тільки втішали погляд і поражали уяву, але також допомагали вершникам у складних перешикуваннях. Галло-римський поет Сідоній дає більш пишний опис драконів.
Дракон зображений на рельєфі саркофага Людовізі: над вершником, який є центром композиції. Окрім того, він з'являється на деяких інших рельєфах, у тому числі на Арці і гробниці Галерія і Арці Костянтина, обидві належать до початку IV ст. н. е.